# Meglena Kouneva
Meglena Chtilianova Kouneva (Меглена Щилянова Кунева, en bulgare), née à Sofia le 22 juin 1957, est une universitaire et femme politique bulgare, membre du Mouvement Bulgarie pour les citoyens (BG). Elle est Vice-Première ministre entre 2014 et 2017 et ministre de l'Éducation entre 2016 et 2017.
Négociatrice en chef de l'adhésion de la Bulgarie à l'Union européenne entre 2001 et 2006, elle est nommée membre de la Commission européenne en 2007, et conduit deux ans plus tard la liste du NDSV aux élections européennes. Elle choisit cependant de ne pas siéger au Parlement européen et se retire peu après de la vie politique. Elle y revient en 2011, afin de se présenter à l'élection présidentielle bulgare.

## Biographie

### Formation et carrière
Diplômée en droit de l'université Saint-Clément d'Ohrid de Sofia en 1981, elle y obtient quatre ans plus tard un doctorat en droit de l'environnement. En 1987, elle y est recrutée comme professeur assistante, puis devient, en 1988, journaliste à la radio nationale bulgare (BNR), où elle travaille un an. 
Elle obtient un poste de conseillère juridique auprès du gouvernement bulgare en 1991, et le conserve dix ans, participant à la rédaction de nombreux textes sur l'environnement et à la loi sur l'accès à l'information, tout en se perfectionnant en droit à l'université de Georgetown notamment. 

### Négociatrice en chef avec l'Union européenne
Elle est élue députée à l'Assemblée nationale, sous les couleurs du Mouvement national Siméon II (NDSV), lors des élections législatives du 17 juin 2001, mais démissionne dès le mois d'août, après sa nomination au poste de vice-ministre des Affaires étrangères, chargée des Négociations d'adhésion à l'Union européenne. Le 29 mai 2002, elle est promue ministre des Affaires européennes, étant la première à détenir ce portefeuille.
Malgré la défaite du NDSV aux élections législatives du 25 juin 2005, celui-ci reste au gouvernement, désormais dirigé par les socialistes, et elle conserve donc son département ministériel. Au mois d'octobre 2006, le conseil de la coalition au pouvoir décide de la proposer comme première commissaire européenne. Elle est confirmée, au portefeuille de la Protection des consommateurs, le 12 octobre, par le Parlement européen, par 583 voix contre 21 et 28 abstentions. Elle démissionne du gouvernement neuf jours plus tard, et entre en fonction le 1er janvier 2007.

### Commissaire européenne
Elle prête serment devant la Cour de justice des Communautés européennes le 22 janvier suivant. Elle propose alors trois principales lignes pour son action, à savoir les politiques de vie privée, la communication commerciale et la discrimination commerciale. Au cours de son mandat, elle signe notamment un accord avec la Chine pour la sécurité des produits et exige que les banques unifient les règles du crédit à la consommation tout en cherchant à lutter contre les pratiques déloyales.

### Fin de mandat et monde des affaires
Désignée tête de liste du NDSV, rebaptisé Mouvement national pour la stabilité et le progrès, aux élections européennes du 7 juin 2009, elle obtient 7,96 % des suffrages exprimés et deux sièges sur 17. Elle renonce cependant à occuper le sien, préférant terminer son mandat à la Commission européenne. Le 8 juillet suivant, le futur Premier ministre bulgare, Boïko Borissov, annonce qu'il ne compte pas la reconduire dans le prochain collège. Son mandat prend officiellement fin le 31 octobre, mais elle reste en fonction jusqu'à l'investiture de la nouvelle équipe, le 9 février 2010. Trois mois plus tard, elle est élue membre du conseil d'administration de BNP Paribas.

### Retour en politique
Elle fait savoir, le 12 mars 2011, qu'il est plus que probable qu'elle soit candidate à l'élection présidentielle bulgare d'octobre, mais au moyen d'un « comité de soutien » et non avec l'appui du NDSV, afin de mener une campagne non-partisane. Son comité de soutien annonce le 2 juin suivant qu'elle compte effectivement se déclarer candidate, quatre jours plus tard. Avec 14 % des voix, elle se classe troisième du premier tour et échoue donc à se qualifier pour le second.
Elle fonde, quelque temps plus tard, le Mouvement Bulgarie pour les citoyens (BG), un parti politique centriste, dont elle est la tête de liste lors des élections législatives de 2013. Pour les élections européennes de 2014, elle devient tête de liste du Bloc réformateur, mais elle n'est pas élue, avec moins de voix de préférence que le second de la liste.
Le 7 novembre suivant, un mois après les élections législatives anticipées, Meglena Kouneva est nommée Vice-Première ministre, chargée des Politiques européennes et des Affaires institutionnelles dans le gouvernement de coalition formé par le conservateur Boïko Borissov. Elle devient en outre ministre de l'Éducation et de la Science le 3 février 2016.

### Vie privée
Mariée avec l'homme d'affaires Andrei Pramov, fils d'un ancien membre du comité central du Parti communiste bulgare (PCB), Ivan Pramov, elle est mère d'un fils, Aleksandar.